# Dimapur
Dimapur (en hindi दीमापुर) és una ciutat i municipalitat de Nagaland, un dels tres municipis de l'estat (els altres són Kohima i Mokokchung, i capital del districte de Dimapur. El nom Dimapur deriva del dialecte kachari (di = riu, ma = gran, i pur = ciutat) i vol dir Ciutat del Gran Riu. La població (2001) era de 165.782 habitants. Fou l'antiga capital dels rages de Cachar o Kachar, que fou saquejada i destruïda pels ahoms d'Assam el 1536. La ciutat fou abandonada però les seves ruïnes es conserven i avui dia estan sota vigilància del Servei Arqueològic de l'Índia. Hi ha diverses cisternes amb aigua clara al bosc Nambar, un recinte emmurallat suposadament un fort amb parets de 4 metres d'alt i 2 d'ample i rajola de gran qualitat; el recinte s'estén fins a un arc de tipus musulmà; dins del fort hi ha algunes cisternes en ruïnes. Uns pilars monolítics, els principals dels quals són un grup de quatre files de 15 pilars cadascuna, tots ells gravats amb mèrit.